# Oxford Economic Papers
Oxford Economic Papers (OEP) ist eine wissenschaftliche Fachzeitschrift aus den Wirtschaftswissenschaften. Sie wird seit 1938 vom Universitätsverlag der Oxford University, Oxford University Press, herausgegeben. Schwerpunkt der publizierten wissenschaftlichen Artikel liegt auf der ökonomischen Theorie, angewandte Ökonomie, Ökonometrie, Entwicklungsökonomie, Wirtschaftsgeschichte und Dogmengeschichte.
Sie ist Mitglied im Committee on Publication Ethics (COPE).

## Redaktion
Die Redaktion wird von den beiden an der Oxford University ansässigen Ökonomen James Forder und Francis J. Teal geleitet. Sie werden von Anindya Banerjee, Miguel Ballester, Alan Beggs, Antoni Chawluk, Ken Mayhew, Raoul Minetti und Francesco Zanetti als assoziierten Redakteuren sowie einer Reihe von einfachen Redakteuren unterstützt.

## Rezension
Eine Studie der französischen Ökonomen Pierre-Phillippe Combes und Laurent Linnemer sortiert das Journal mit Rang 55 von 600 wirtschaftswissenschaftlichen Zeitschriften in die drittbeste Kategorie A ein.
Es hatte im Jahr 2020 nach eigenen Angaben einen Impact-Faktor von 1.290.